# 블라디미르 2세 모노마흐

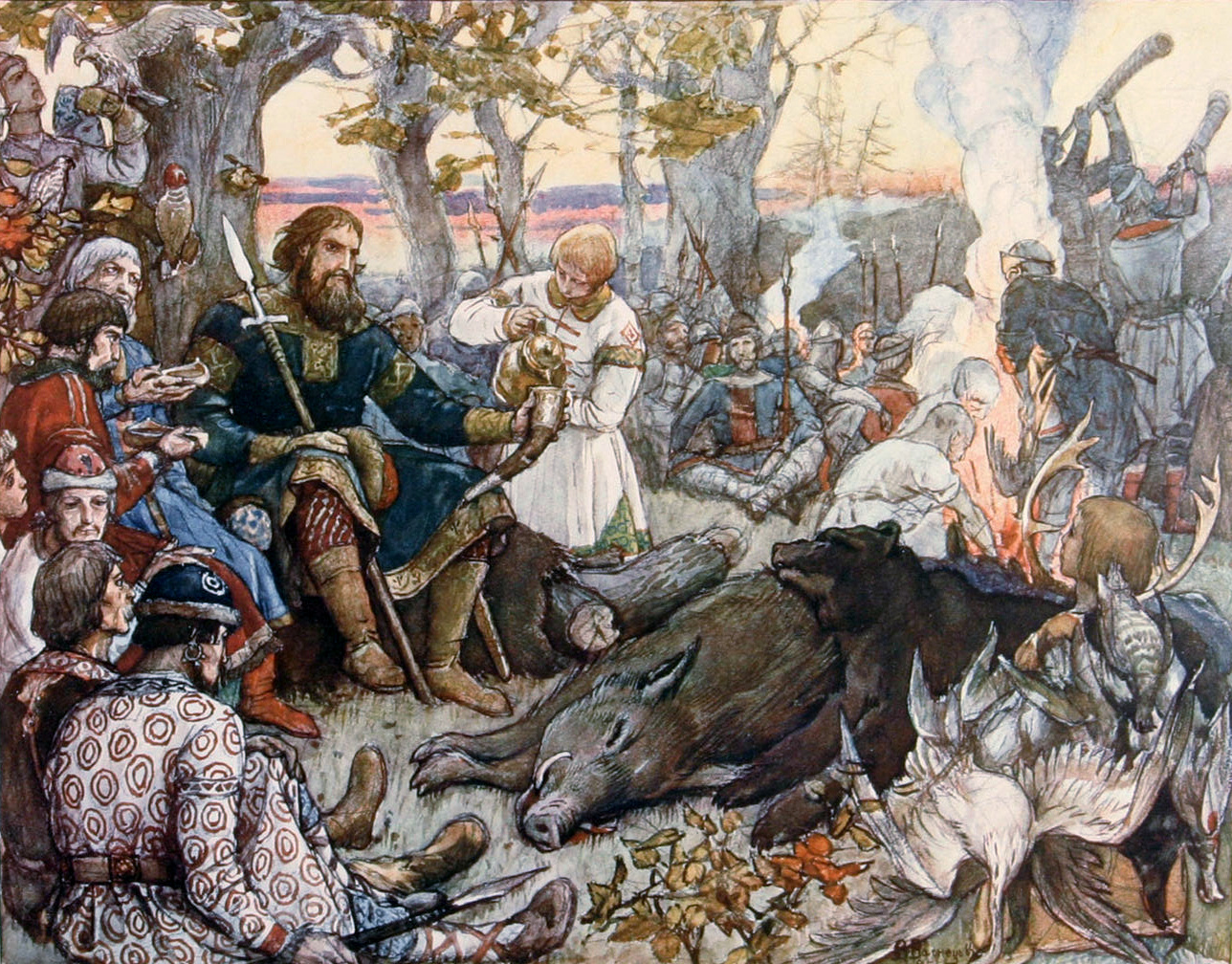
사냥 후 쉬고 있는 모노마흐

블라디미르 2세 모노마흐(교회 슬라브어: Володимѣръ Мономахъ 볼로디매루 모노마후, 러시아어: Владимир Мономах 블라디미르 모노마흐[*], 우크라이나어: Володимир Мономах 볼로디미르 모노마흐[*], 1053년 ~ 1125년 5월 19일)는 키예프 루스의 대공(재위: 1113년 ~ 1125년)이다. 류리크 왕조 출신이다.

## 생애
프세볼로트 1세 대공의 아들로 태어났다. 그의 어머니는 비잔티움 제국의 콘스탄티누스 9세(콘스탄티누스 9세 모노마쿠스) 황제의 딸이며 그의 이름 또한 여기서 유래된 이름이다. 1073년부터 1078년까지 스몰렌스크 공작, 1078년부터 1094년까지 체르니히우 공작을 역임했고 1094년부터 1113년까지 페레야슬라우(페레야슬라우흐멜니츠키) 공작을 역임했다.
1113년 스뱌토폴크 2세 대공이 사망하면서 키예프 주민들이 반란을 일으키면서 키예프 대공으로 즉위했다. 대공으로 즉위한 뒤에는 키예프 주민들의 생활을 개선하는 데에 주력하는 한편 키예프 대공국을 위협하던 쿠만인을 정벌했다.
1125년 5월 19일에 사망했으며 그의 시신은 키예프의 스뱌토고소피아 대성당에 안치되었다.
| 전임 스뱌토폴크 2세 | 제제14대대 키예프 대공 1113년 ~ 1125년 | 후임 므스티슬라프 1세 |